# Clickedu
Clickedu és una plataforma de programari per la gestió acadèmica, administrativa i econòmica de les escoles.
Ignasi Nogués i Montserrat Brau van fundar Clickart el 2000, una empresa de softwares a mida. Quan una escola va demanar els seus serveis van fundar Clickedu. Clickedu neix, en un Power Point, l'any 2005 per satisfer les demandes que tenia l'escola IPSE i es va plantejar com un projecte a dues escoles més per veure'n si eren viables: l'escola Virolai i l'escola Voramar. Les tres de Barcelona. Des d'aleshores, Clickedu ha crescut, però ha mantingut la mateixa utilitat: donar resposta a les necessitats de les escoles.
El 2013 van crear una aplicació per millorar la relació entre els pares, els alumnes i l'escola. El 2014 Clickedu donava servei a 700.000 usuaris, el que es concretava en 350 escoles de Catalunya, Espanya i Andorra i 60 col·legis de Xile. El 2014 tenien intenció d'arribar als mercats de Colòmbia, Perú o Mèxic. L'empresa va facturar 2 milions d'euros el 2013 i 3,5 el 2014.
Entre els seus casos d'èxit hi ha l'escola San Patricio de Madrid, Peleteiro de Santiago,Sagrado Corazón del Padre Damián, Tagus de Toledo, San José de Sevilla, Costa Adeje de Canarias, escuelas Pías de Aragón, la Rioja y Castilla León o l'Institut El Calamot de Gavà, que va aconseguir el Premio Nacional de Educación el 2012.